# 山堀貴彦
山堀 貴彦（やまほり たかひこ、1974年（昭和49年）3月30日 - ）は、滋賀県米原市出身の男子フィールドホッケー元日本代表選手（フォワード）。

## 略歴
山堀貴彦は、1974年（昭和49年）3月30日に滋賀県坂田郡伊吹町（現滋賀県米原市）に生まれ、10歳（小学校4年生）の時に伊吹スポーツ少年団でホッケーに出会い、小学校6年生時に全国スポーツ少年団交流会で準優勝し、伊吹山中学3年時に全日本中学ホッケー選手権大会で準優勝するが、小学校から中学校まではレギュラーではなかった。高校は滋賀県立長浜北高等学校に進学したが、県強豪の伊吹高校に阻まれ全国大会出場はなかった。
大学は天理大学に進学した。全国トップ選手が集まるチームの中で、初めて「競争にもまれる」との意識を持ち、「落ちこぼれたくない」という思いからホッケーに取り組み、徐々にポイントゲッターとして頭角を現し、関西学生ホッケー最優秀選手、得点王などのタイトルを毎年獲得した。大学4年時に日本代表に初選出され、卒業後は実業団強豪の「表示灯ホッケーチーム」（現名古屋フラーテルホッケーチーム）に入った。
2009年（平成21年）故郷滋賀県の聖泉大学男子ホッケー部の監督に就任 し、2010年（平成22年）11月のアジア競技会まで日本代表チームを牽引した。この間、シドニー・アテネ・北京オリンピック予選に出場し、アテネ・北京予選では代表キャプテンを務めた が、あと1勝の壁に阻まれた。36歳でキャプテンとして参加した広州アジア大会では6位に入賞、体力的に現役は30歳までと言われる中で36歳まで代表を続け、2011年（平成23年）正式に名古屋フラーテルホッケーチームを引退した。

## 関連事項
- ホッケー男子日本代表
- 滋賀ガイド. “2011.01.18 五輪の夢を追い続ける日本代表最年長プレーヤー”. 2013年7月23日閲覧。
- 日本オリンピック委員会. “2010.11 広州アジア大会選手名鑑 男子ホッケー”. 2013年7月23日閲覧。
- 京都新聞. “2011.01.18 五輪の夢後進に託す ホッケー日本代表13年、山堀さん 彦根・聖泉大監督に”. 2013年7月23日閲覧。
- スポーツニッポン新聞社. “2007.10.18 北京切符へ山堀がＤＦに転向”. 2013年7月23日閲覧。